# Železniční trať Peking–Šanghaj
Železniční trať Peking–Šanghaj (čínsky v českém přepisu Ťing-chu tchie-lu, pchin-jinem Jīnghù tiĕlù, znaky zjednodušené 京沪铁路, tradiční 京滬鐵路, tedy trať Ťing-chu) je železniční trať v Čínské lidové republice spojující hlavní město Peking přes Tchien-ťin se Šanghají. Celková délka trati, která byla dokončena v roce 1968 a začíná na Pekingském nádraží, je 1462 kilometrů a trať prochází provinciemi Che-pej, Šan-tung, An-chuej a Ťiang-su. Z Pekingu do Tchien-ťinu je tříkolejná, z Tchien-ťinu do Šanghaje je dvojkolejná a v celé délce je elektrifikovaná. Čínské jméno Ťing-chu naznačuje, která města spojuje, neboť ťing znamená hlavní město a chu je přezdívka Šanghaje.

## Dějiny
Trať vznikla v roce 1968 spojením úseků, které patří k nejstarším v Číně a byly postaveny za dynastie Čching.
První úsek z Pekingu do Tchien-ťinu byl postaven mezi lety 1897 až 1900 v rámci Severočínských císařských drah.
Prostřední úsek byl původně tratí Tchien-ťin - Pchu-kchou, byl postavený v letech 1908–1912 a končil v městském okrese Pchu-kchou, severním předměstí Nankingu odděleném od centra řekou Jang-c’-ťiang. Vlaky zde byly na jižní břeh do Sia-kuanu převáženy původně trajektem.
Poslední úsek z Nankingu do Šanghaje byl původně postavený v letech 1905 až 1908 jako železniční trať Šanghaj - Nanking. V letech 1927 až 1949, kdy byl Nanking hlavním městem Číny, nesl právě tento úsek název Ťing-chu.
V roce 1968, po vybudování nankingského mostu přes Jang-c’-ťiang, byly všechny tři úseky oficiálně spojeny do jediné tratě.
Od 30. června 2011 je v provozu souběžná vysokorychlostní trať Peking - Šanghaj, díky čemuž se staré trati ulevilo od zátěže. Mezi Pekingem a Tchien-ťinem vede navíc od roku 2008 souběžně vysokorychlostní trať Peking - Tchien-ťin.